# Darren McGavin

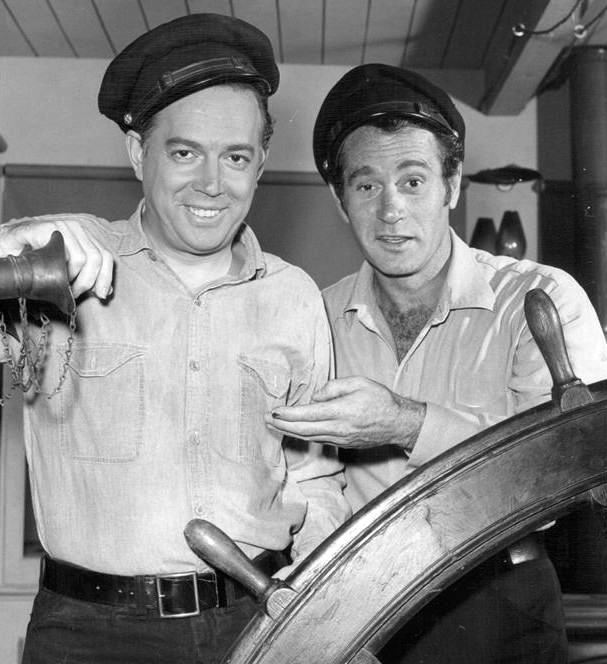
Hugh Downs und Darren McGavin bei Dreharbeiten von Riverboat 1960

Darren McGavin (* 7. Mai 1922 in San Joaquin, Kalifornien als William Lyle Robertson; † 25. Februar 2006 in Los Angeles, Kalifornien) war ein US-amerikanischer Schauspieler.

## Leben
McGavin absolvierte seine Schauspielausbildung im Neighborhood Playhouse und im Actors Studio in New York. Bereits 1945 gab er in Charles Vidors A Song to Remember sein Filmdebüt. Knapp zehn Jahre lang spielte er mehr oder weniger kleine Rollen, bis ihm ein Part in Otto Premingers Drama Der Mann mit dem goldenen Arm, für den Frank Sinatra eine Oscar-Nominierung erhielt, den schauspielerischen Durchbruch bescherte. Im selben Jahr spielte er ein weiteres Mal unter der Regie von Preminger in dem Kriegsdrama Verdammt zum Schweigen.
In den Folgejahren verkörperte McGavin oft harte, kompromisslose Charaktere, wie etwa Mickey Spillanes Privatdetektiv Mike Hammer in einer gleichnamigen Fernsehserie, in Western wie Entscheidung am Big Horn oder als ehemaliger Sträfling und Privatdetektiv David Ross in der Fernsehserie Der Einzelgänger. Besondere Bekanntheit erlangte McGavin durch seine Rolle als aufrechter Journalist und Vampirjäger Carl Kolchak in der Horrorserie Der Nachtjäger, die u. a. Chris Carter zu seiner Serie Akte X – Die unheimlichen Fälle des FBI inspirierte, in der McGavin daher auch in einigen Folgen als Arthur Dales zu sehen war – als der Mann, der die Aufzeichnung der X-Akten begann.
Darüber hinaus spielte McGavin im Katastrophenfilm Verschollen im Bermuda-Dreieck, in der Ray-Bradbury-Verfilmung der Mars-Chroniken, im Actionfilm Der City Hai neben Arnold Schwarzenegger und im Dreiteiler In 80 Tagen um die Welt neben Pierce Brosnan. Daneben absolvierte er zahllose Gastauftritte in Fernsehserien wie Solo für O.N.C.E.L., Rauchende Colts, Love Boat, Ein Engel auf Erden oder als Mentor von Candice Bergen in Murphy Brown, wofür er 1990 mit einem Emmy ausgezeichnet wurde.
Darren McGavin war von 1969 bis 2003 mit seiner Schauspielkollegin Kathie Browne (1930–2003) verheiratet.

## Filmografie (Auswahl)
- 1945: Polonaise (A Song to Remember)
- 1945: Küsse und verschweig mir nichts! (Kiss and Tell)
- 1951–1952: Crime Photographer (Fernsehserie, 47 Folgen)
- 1955: Traum meines Lebens (Summertime)
- 1955: Der Mann mit dem goldenen Arm (The Man with the Golden Arm)
- 1955: Verdammt zum Schweigen (The Court-Martial of Billy Mitchell)
- 1955: Alfred Hitchcock präsentiert (Alfred Hitchcock Presents, Fernsehserie, 2 Folgen)
- 1957: Der Held von Brooklyn (The Delicate Delinquent)
- 1957: Schöne Frauen, harte Dollars (Beau James)
- 1958: Asphaltgeier (The Case Against Brooklyn)
- 1958–1959: Mickey Spillane’s Mike Hammer (Fernsehserie, 78 Folgen)
- 1959–1961: Riverboat (Fernsehserie, 42 Folgen)
- 1961: Im Wilden Westen (Death Valley Days, Fernsehserie, Folge 9x28)
- 1961: Tausend Meilen Staub (Rawhide, Fernsehserie, Folge 4x02 Zwölf Gräber)
- 1963/1964: Preston & Preston (The Defenders, Fernsehserie, 2 Folgen)
- 1964: Alfred Hitchcock zeigt (The Alfred Hitchcock Hour, Fernsehserie, Folge 2x23)
- 1964: Die letzte Kugel trifft (Bullet for a Badman)
- 1964/1967: Die Leute von der Shiloh Ranch (The Virginian, Fernsehserie, 2 Folgen)
- 1965: Gauner gegen Gauner (The Rogues, Fernsehserie, Folge 1x20)
- 1965: Entscheidung am Big Horn (The Great Sioux Massacre)
- 1965: Dr. Kildare (Fernsehserie, 4 Folgen)
- 1965–1966: Rauchende Colts (Gunsmoke, Fernsehserie, 3 Folgen)
- 1967: Solo für O.N.C.E.L. (The Man from U.N.C.L.E., Fernsehserie, Folge 4x08)
- 1967: Kobra, übernehmen Sie (Mission: Impossible, Fernsehserie, Folge 2x09)
- 1967: Der Einzelgänger (The Outsider, Fernsehfilm)
- 1968: Endstation Mars (Mission Mars)
- 1968–1969: Der Außenseiter (The Outsider, Fernsehserie, 26 Folgen)
- 1968–1970: The Name of the Game (Fernsehserie, 3 Folgen)
- 1970: Herausforderung zum Grand-Prix (The Challengers, Fernsehfilm)
- 1970: Mannix (Fernsehserie, Folge 4x01 Eine Fahrkarte in die Finsternis)
- 1970: Affäre in Berlin (Berlin Affair, Fernsehfilm)
- 1971: Ein tödlicher Fehler (The Death of Me Yet, Fernsehfilm)
- 1972: California Cops – Neu im Einsatz (The Rookies, Fernsehserie, Pilotfolge)
- 1972: Haus des Bösen (Something Evil, Fernsehfilm)
- 1973: Der Sechs-Millionen-Dollar-Mann (The Six Million Dollar Man, Fernsehfilm)
- 1973: Schönen Muttertag – Dein George (Happy Mother’s Day)
- 1974–1975: Der Nachtjäger (The Night Stalker, Fernsehserie, 20 Folgen)
- 1976: Das große Ferienabenteuer (No Deposit, No Return)
- 1976: Kleine Gangster – große Beute (Brinks: The Great Robbery, Fernsehfilm)
- 1976: Für Gesetz und Ordnung (Law and Order, Fernsehfilm)
- 1977: Verschollen im Bermuda-Dreieck (Airport ’77)
- 1978: Erst 16 und schon auf vollen Touren (Zero to Sixty)
- 1978: Heiße Schüsse – kalte Füße (Hot Lead and Cold Feet)
- 1978: Fantasy Island (Fernsehserie, Folge 2x07)
- 1979: Der Gauner und das Mädchen (Donovan’s Kid, Fernsehfilm)
- 1979: Ike (Ike: The War Years, Miniserie, 3 Folgen)
- 1980: Die Mars-Chroniken (The Martian Chronicles, Miniserie, 3 Folgen)
- 1980: Geheimsache Hangar 18 (Hangar 18)
- 1980: Love Boat (The Love Boat, Fernsehserie, 2 Folgen)
- 1981: Höllenhunde des Highways (Firebird 2015 AD)
- 1981: Magnum (Magnum, P.I., Fernsehserie, Folge 2x08 Spiel mit dem Tod)
- 1983: Die unglaublichen Geschichten von Roald Dahl (Tales of the Unexpected, Fernsehserie, Folge 6x05)
- 1983: Small & Frye (Fernsehserie, 6 Folgen)
- 1983: Fröhliche Weihnachten (A Christmas Story)
- 1984: Der Unbeugsame (The Natural)
- 1984: Chefarzt Dr. Welby (The Return of Marcus Welby, M.D., Fernsehfilm)
- 1985: Die Errol-Flynn-Legende (My Wicked, Wicked Ways, Fernsehfilm)
- 1985: Das Schlitzohr (Turk 182)
- 1986: Der City Hai (Raw Deal)
- 1987: Karriere mit links (From the Hip)
- 1988: Ein Engel auf Erden (Highway to Heaven, Fernsehserie, Folge 4x19)
- 1988: Der Brady-Skandal (Inherit the Wind, Fernsehfilm)
- 1988: Dead Heat
- 1988: Die Diamanten-Lady (The Diamond Trap, Fernsehfilm)
- 1989: In 80 Tagen um die Welt (Around the World in 80 Days, Miniserie, 3 Folgen)
- 1989–1992: Murphy Brown (Fernsehserie, 4 Folgen)
- 1990: Gefährliche Gier (Kojak: It's Always Something, Fernsehfilm)
- 1990: Condition Red (By Dawn’s Early Light, Fernsehfilm)
- 1990: Luke, der einzige Zeuge (Child in the Night, Fernsehfilm)
- 1990: Captain America
- 1991: Blood, Drugs & Libido – Überleben in L.A. (Blood and Concrete)
- 1991: Happy Hell Night
- 1992: Mord ist ihr Hobby (Murder, She Wrote, Fernsehserie, Folge 8x20)
- 1993: Die Stunde der Wahrheit (The American Clock, Fernsehfilm)
- 1994: Danielle Steel – Vertrauter Fremder (Danielle Steel’s A Perfect Stranger, Fernsehfilm)
- 1995: Billy Madison – Ein Chaot zum Verlieben (Billy Madison)
- 1995: Derby – Entscheidung im Galopp (Derby, Fernsehfilm)
- 1995: Der Polizeichef (The Commish, Fernsehserie, 2 Folgen)
- 1996: Drei Profis und ein cooler Job (Smalltime)
- 1997: Ein Hauch von Himmel (Touched by an Angel, Fernsehserie, Folge 3x23)
- 1997: Millennium – Fürchte deinen Nächsten wie Dich selbst (Millennium, Fernsehserie, Folge 2x10)
- 1998/1999: Akte X – Die unheimlichen Fälle des FBI (The X-Files, Fernsehserie, 2 Folgen)
- 1999: Pros & Cons
- 2008: Still Waters Burn